# Umor
Khan Umor (bulgarisch Умор) war kurzzeitig der Herrscher über Bulgarien im Jahr 766.
Laut der Bulgarischen Fürstenliste regierte der dem Hause Wolkil angehörende Umor nur 40 Tage. Offenbar gehörte er ebenso wie sein Vorgänger, der ins Exil getriebene Sabin, zu den Anhängern eines dauerhaften Friedens mit dem byzantinischen Reich und wurde ebenso wie dieser, aufgrund seiner Ausgleichspolitik, vertrieben.